# ازدواج سفارشی
ازدواج سفارشی (انگلیسی: Married to Order) یک فیلم کمدی صامت کوتاه آمریکایی به کارگردانی چارلی چیس است که در سال ۱۹۲۰ منتشر شد. از بازیگران این فیلم می‌توان به اولیور هاردی، رزمری ثبی، لئو وایت و چارلی چیس اشاره کرد.